# Lecane baimaii
Lecane baimaii är en hjuldjursart som beskrevs av Sanoamuang och Savatenalinton 1999. Lecane baimaii ingår i släktet Lecane och familjen Lecanidae. Inga underarter finns listade i Catalogue of Life.